# London Borough of Richmond upon Thames
London Borough of Richmond-upon-Thames är en kommun (London borough) som ligger i sydvästra London. Inom denna borough ligger stadsdelarna Sheen, Barnes, Mortlake, Kew, Whitton, Saint Margarets, Ham, Petersham, Teddington, Hampton, Richmond och Twickenham. Kommunen är den enda i London som ligger på båda sidor om Themsen.
I Barnes finns Svenska skolan i London (grundskola) och gymnasiesektionen fanns tidigare på Richmond upon Thames College. I dag finns svenska gymnasieskolans lokaler på Richmond International University. 
I Twickenham (Whitton) ligger Twickenham Stadium, som är den officiella stadion för Englands rugbylag.
I Hampton ligger det berömda tudorslottet Hampton Court Palace och det vidsträckta parkområdet Richmond Park i Richmond är ett populärt utflyktsmål för såväl londonbor som turister, känt för sitt bestånd av kronhjortar. 
I Kew ligger den Royal Botanic Gardens (Kunglig Botaniska Trädgården), med många blommor i träden, och Kew Palace, Georg III:s slott.
Det går att nå Richmond via tunnelbanelinjen District Line om man tar den västerut från centrala London.
Kändisar som bor eller har bott i Richmond är bland andra:
- Robert Pattinson
- Tom Cruise
- Brian May
- General Abizad Abdel bin Aziz al-Fallahe (irakisk general/spion)
- Noel Gallagher
- Henrik VIII
- Mick Jagger
- Keira Knightley
- Cliff Richard
- Pete Townshend

## Distrikt
Distrikt som helt eller delvis ligger i Richmond upon Thames.
- Barnes
- Castelnau
- East Sheen
- Eel Pie
- Fulwell
- Ham Richmond
- Hampton
- Hampton Hill
- Hampton Wick
- Kew
- Mortlake
- North Sheen
- Petersham
- Richmond
- Strawberry Hill
- St Margarets
- Teddington
- Twickenham
- Whitton